# Carl Johannesson
Carl Edvin "Texas" Johannesson, ursprungligen Karl Edvin Johanesson, född 15 juli 1885 i Hedvig Eleonora församling i Stockholm, död 2 januari 1953 i Göteborg, var en svensk skådespelare, balettdansare och balettmästare.
Carl Johannesson är begravd på Östra kyrkogården i Göteborg.

## Filmografi
- 1908 – Gustaf III och Bellman
- 1911 – Pas de deux och Brahms Ungerska danser
- 1911 – Stockholmsfrestelser
- 1912 – Två svenska emigranters äfventyr i Amerika (dansare)

Carl Johannesson i Festen hos Thérèse.

- 1912 – Kolingens galoscher
- 1913 – Gränsfolken
- 1915 – Är dansen på förfall?
- 1916 – Balettprimadonnan
- 1917 – Revelj
- 1918 – Nattliga toner
- 1918 – Nobelpristagaren
- 1918 – Mästerkatten i stövlar
- 1918 – Storstadsfaror
- 1920 – Gyurkovicsarna

## Teater

### Roller (ej komplett)
| År   | Roll | Produktion                                                 | Regi                        | Teater             |
| ---- | ---- | ---------------------------------------------------------- | --------------------------- | ------------------ |
| 1910 |      | Tokiga Amelie, revy Emil Norlander                         |                             | Lorensbergsteatern |
| 1936 |      | Oh, du milde Antonius A Fenclo, Georg Brada och Jara Beneš | Carl Johannesson Karl Kinch | Oscarsteatern      |

### Koreografi
| År   | Produktion           | Upphovsmän                                           | Regi             | Teater                   |
| ---- | -------------------- | ---------------------------------------------------- | ---------------- | ------------------------ |
| 1941 | Kungl. Logen Hofloge | Karl Farkas och Hans Lang Översättning Gösta Rybrant | Rudolf Wendbladh | Helsingborgs stadsteater |